# Pastorale nr. 1 (Hovhaness)
Pastorale nr. 1 is een compositie van Alan Hovhaness uit 1952. Het is geschreven voor pianosolo. De piano wordt als een soort prepared piano bespeeld, snaren zijn echter niet geblokkeerd of vastgezet; ze worden af en toe door percussiestokken en plectrum in trilling gebracht. Het eerste geeft een ruimtelijk klinkende klank; de tweede meer als een sitar. De muziek begint mede door de zware klanken in het lage register dreigend, maar die dreiging lost naar het eind van de pastorale op naar lichtere klanken. Gelijkenis; het optrekken van zware lucht na een onweersbui.

## Discografie
- Uitgave Hearts of Space: Sahan Arzruni – piano
- uitgave MGM: William Masselis – piano (opname 1954)